# Tarasivka, Orjîțea
Tarasivka (în ucraineană Тарасівка) este un sat în comuna Plehiv din raionul Orjîțea, regiunea Poltava, Ucraina.

## Demografie
Componența lingvistică a localității Tarasivka
     Ucraineană (99,69%)
     Alte limbi (0,31%)
Conform recensământului din 2001, majoritatea populației localității Tarasivka era vorbitoare de ucraineană (99,69%), existând în minoritate și vorbitori de alte limbi.